# Zdzisław Szubski
Zdzisław Zbigniew Szubski (Grudziądz, 26 de enero de 1958) es un deportista polaco que compitió en piragüismo en la modalidad de aguas tranquilas.
Ganó cuatro medallas en el Campeonato Mundial de Piragüismo entre los años 1977 y 1981. Participó en los Juegos Olímpicos de Moscú 1980, donde finalizó séptimo la prueba de K2 500 m.

## Palmarés internacional
| Campeonato Mundial | Campeonato Mundial       | Campeonato Mundial | Campeonato Mundial |
| Año                | Lugar                    | Medalla            | Competición        |
| ------------------ | ------------------------ | ------------------ | ------------------ |
| 1977               | Sofía (Bulgaria)         | Medalla de bronce  | K4 10 000 m        |
| 1978               | Belgrado (Yugoslavia)    | Medalla de plata   | K4 10 000 m        |
| 1979               | Duisburgo (RFA)          | Medalla de plata   | K4 10 000 m        |
| 1981               | Nottingham (Reino Unido) | Medalla de plata   | K4 10 000 m        |